# Az Avatár – Aang legendája epizódjainak listája
Ez a lista az Avatár – Aang legendája című sorozat epizódjainak felsorolását tartalmazza. A sorozat 2005. február 21-én debütált az Amerikai Egyesült Államokban a Nickelodeon csatornán.

## Évados áttekintés
| Évad | Évad | Epizódok | Eredeti vetítés      | Eredeti vetítés   | Eredeti vetítés |
| Évad | Évad | Epizódok | Évad kezdete         | Évad vége         |                 |
| ---- | ---- | -------- | -------------------- | ----------------- | --------------- |
|      | 1.   | 20       | 2005. február 21.    | 2005. december 2. |                 |
|      | 2.   | 20       | 2006. március 17.    | 2006. december 1. |                 |
|      | 3.   | 21       | 2007. szeptember 21. | 2008. július 19.  |                 |

## Epizódok

### 1. évad: 1. könyv - Víz
| Sor. | Év. | Cím                                                                                     | Rendező                                    | Író              | Premier              | Nézettség   |
| ---- | --- | --------------------------------------------------------------------------------------- | ------------------------------------------ | ---------------- | -------------------- | ----------- |
| 1.   | 1.  | A jégbefagyott fiú (The Boy in the Iceberg)                                             | Michael Dante DiMartino és Bryan Konietzko | Dave Filoni      | 2005. február 21.    | 3,47 millió |
| 2.   | 2.  | Az Avatár visszatér (The Avatar Returns)                                                | Michael Dante DiMartino és Bryan Konietzko | Dave Filoni      | 2005. február 21.    | 3,47 millió |
| 3.   | 3.  | A déli Levegő Templom (The Southern Air Temple)                                         | Michael Dante DiMartino                    | Lauren MacMullan | 2005. február 25.    | 3,41 millió |
| 4.   | 4.  | Kyoshi harcosai (The Warriors of Kyoshi)                                                | Nick Malis                                 | Giancarlo Volpe  | 2005. március 4.     | 3,47 millió |
| 5.   | 5.  | Omashu királya (The King of Omashu)                                                     | John O'Bryan                               | Anthony Lioi     | 2005. március 18.    | 3,54 millió |
| 6.   | 6.  | A rabhajó (Imprisoned)                                                                  | Matthew Hubbard                            | Dave Filoni      | 2005. március 25.    | 3,38 millió |
| 7.   | 7.  | A szellemvilág (A téli napforduló 1. rész) (The Spirit World (Winter Solstice, Part 1)) | Aaron Ehasz                                | Lauren MacMullan | 2005. április 8.     | 3,29 millió |
| 8.   | 8.  | Roku Avatár (A téli napforduló 2. rész) (Avatar Roku (Winter Solstice, Part 2))         | Michael Dante DiMartino                    | Giancarlo Volpe  | 2005. április 15.    | 3,12 millió |
| 9.   | 9.  | A vízidomár-tekercs (The Waterbending Scroll)                                           | John O'Bryan                               | Anthony Lioi     | 2005. április 19.    | 3,15 millió |
| 10.  | 10. | Villám (Jet)                                                                            | James Eagan                                | Dave Filoni      | 2005. május 6.       | 3,40 millió |
| 11.  | 11. | A szurdok (The Great Divide)                                                            | John O'Bryan                               | Giancarlo Volpe  | 2005. május 20.      | 3,10 millió |
| 12.  | 12. | A vihar (The Storm)                                                                     | Aaron Ehasz                                | Lauren MacMullan | 2005. június 3.      | 3,25 millió |
| 13.  | 13. | A kék szellem (The Blue Spirit)                                                         | Michael Dante DiMartino és Bryan Konietzko | Dave Filoni      | 2005. június 17.     | 3,19 millió |
| 14.  | 14. | A jós (The Fortuneteller)                                                               | Aaron Ehasz és John O'Bryan                | Dave Filoni      | 2005. szeptember 23. | 2,05 millió |
| 15.  | 15. | Bato a víz törzséből (Bato of the Water Tribe)                                          | Ian Wilcox                                 | Giancarlo Volpe  | 2005. október 7.     | 3,37 millió |
| 16.  | 16. | A dezertőr (The Deserter)                                                               | Tim Hedrick                                | Lauren MacMullan | 2005. október 21.    | 3,17 millió |
| 17.  | 17. | Az északi Levegő Templom (The Northern Air Temple)                                      | Elizabeth Welch Ehasz                      | Dave Filoni      | 2005. november 4.    | 1,58 millió |
| 18.  | 18. | A vízidomár-mester (The Waterbending Master)                                            | Michael Dante DiMartino                    | Giancarlo Volpe  | 2005. november 18.   | 3,50 millió |
| 19.  | 19. | Észak ostroma 1. rész (The Siege of the North, Part 1)                                  | Aaron Ehasz                                | Dave Filoni      | 2005. december 2.    | 3,42 millió |
| 20.  | 20. | Észak ostroma 2. rész (The Siege of the North, Part 2)                                  | Aaron Ehasz                                | Dave Filoni      | 2005. december 2.    | 3,42 millió |

### 2. évad: 2. könyv - Föld
| Sor. | Év. | Cím                                                  | Rendező | Író                     | Premier              | Nézettség   |
| ---- | --- | ---------------------------------------------------- | --- | ----------------------- | -------------------- | ----------- |
| 21.  | 1.  | Az Avatár állapot (The Avatar State)                 | Aaron Ehasz, Elizabeth Welch Ehasz, Tim Hedrick, John O'Bryan                                                                 | Giancarlo Volpe         | 2006. március 16.    | 3,38 millió |
| 22.  | 2.  | A szerelmesek barlangja (The Cave of Two Lovers)     | Joshua Hamilton | Lauren MacMullan        | 2006. március 24.    | 3,27 millió |
| 23.  | 3.  | Visszatérés Omashu-ba (Return to Omashu)             | Elizabeth Welch Ehasz | Ethan Spaulding         | 2006. április 7.     | 3,20 millió |
| 24.  | 4.  | A mocsár (The Swamp)                                 | Tim Hedrick | Giancarlo Volpe         | 2006. április 14.    | 3,10 millió |
| 25.  | 5.  | Avatár nap (Avatar Day)                              | John O'Bryan | Lauren MacMullan        | 2006. április 28.    | 3,11 millió |
| 26.  | 6.  | A vak bandita (The Blind Bandit)                     | Michael Dante DiMartino | Ethan Spaulding         | 2006. május 5.       | 3,33 millió |
| 27.  | 7.  | Zuko egyedül (Zuko Alone)                            | Elizabeth Welch Ehasz | Lauren MacMullan        | 2006. május 12.      | 3,33 millió |
| 28.  | 8.  | Az üldözés (The Chase)                               | Joshua Hamilton | Giancarlo Volpe         | 2006. május 26.      | 3,33 millió |
| 29.  | 9.  | Nehéz feladat (Bitter Work)                          | Aaron Ehasz | Ethan Spaulding         | 2006. június 2.      | 3,26 millió |
| 30.  | 10. | A könyvtár (The Library)                             | John O'Bryan | Giancarlo Volpe         | 2006. július 14.     | 3,18 millió |
| 31.  | 11. | A sivatag (The Desert)                               | Tim Hedrick | Lauren MacMullan        | 2006. július 14.     | 3,18 millió |
| 32.  | 12. | A Kígyó-átjáró (The Serpent's Pass)                  | Michael Dante DiMartino és Joshua Hamilton                                                                                    | Ethan Spaulding         | 2006. szeptember 15. | 4,10 millió |
| 33.  | 13. | A fúró (The Drill)                                   | Michael Dante DiMartino és Bryan Konietzko                                                                                    | Giancarlo Volpe         | 2006. szeptember 15. | 4,10 millió |
| 34.  | 14. | A falak és titkok városa (City of Walls and Secrets) | Tim Hedrick | Lauren MacMullan        | 2006. szeptember 22. | 3,27 millió |
| 35.  | 15. | Ba Sing Se-i mesék (The Tales of Ba Sing Se)         | Joann Estoesta, Lisa Wahlander, Andrew Huebner, Gary Scheppke, Lauren MacMullan, Katie Mattila, Justin Ridge, Giancarlo Volpe | Ethan Spaulding         | 2006. szeptember 29. | 3,12 millió |
| 36.  | 16. | Appa magányos napjai (Appa's Lost Days)              | Elizabeth Welch Ehasz | Giancarlo Volpe         | 2006. október 13.    | 3,54 millió |
| 37.  | 17. | A Laogai-tó (Lake Laogai)                            | Tim Hedrick | Lauren MacMullan        | 2006. november 3.    | 3,27 millió |
| 38.  | 18. | A Föld Királya (The Earth King)                      | John O'Bryan | Ethan Spaulding         | 2006. november 17.   | 3,76 millió |
| 39.  | 19. | A guru (The Guru)                                    | Michael Dante DiMartino és Bryan Konietzko                                                                                    | Giancarlo Volpe         | 2006. december 1.    | 4,40 millió |
| 40.  | 20. | Sorsok keresztútján (The Crossroads of Destiny)      | Aaron Ehasz | Michael Dante DiMartino | 2006. december 1.    | 4,40 millió |

### 3. évad: 3. könyv - Tűz
| Sor. | Év. | Cím                                                                                       | Rendező                                  | Író                | Premier              | Nézettség   |
| ---- | --- | ----------------------------------------------------------------------------------------- | ---------------------------------------- | ------------------ | -------------------- | ----------- |
| 41.  | 1.  | Az ébredés (The Awakening)                                                                | Aaron Ehasz                              | Giancarlo Volpe    | 2007. szeptember 21. | 3,06 millió |
| 42.  | 2.  | A fejpánt (The Headband)                                                                  | John O'Bryan                             | Joaquim dos Santos | 2007. szeptember 28. | 3,06 millió |
| 43.  | 3.  | A festett hölgy (The Painted Lady)                                                        | Joshua Hamilton                          | Ethan Spaulding    | 2007. október 5.     | 3,22 millió |
| 44.  | 4.  | Sokka mestere (Sokka's Master)                                                            | Tim Hedrick                              | Giancarlo Volpe    | 2007. október 12.    | 3,22 millió |
| 45.  | 5.  | Tengerparti kirándulás (The Beach)                                                        | Katie Mattila                            | Joaquim dos Santos | 2007. október 19.    | 3,22 millió |
| 46.  | 6.  | Az Avatár és a Tűz ura (The Avatar and the Firelord)                                      | Elizabeth Welch Ehasz                    | Ethan Spaulding    | 2007. október 26.    | 3,20 millió |
| 47.  | 7.  | A szökevény (The Runaway)                                                                 | Joshua Hamilton                          | Giancarlo Volpe    | 2007. november 2.    | 3,22 millió |
| 48.  | 8.  | Kötélen rángatott bábok (The Puppetmaster)                                                | Tim Hedrick                              | Joaquim Dos Santos | 2007. november 9.    | 3,52 millió |
| 49.  | 9.  | Álmok és rémálmok (Nightmares and Daydreams)                                              | John O'Bryan                             | Ethan Spaulding    | 2007. november 16.   | 3,52 millió |
| 50.  | 10. | A fekete nap ideje 1. rész: Az invázió (The Day of Black Sun, Part 1: The Invasion)       | Michael Dante DiMartino                  | Giancarlo Volpe    | 2007. november 30.   | 3,77 millió |
| 51.  | 11. | A fekete nap ideje 2. rész : A napfogyatkozás (The Day of Black Sun, Part 2: The Eclipse) | Aaron Ehasz                              | Joaquim dos Santos | 2007. november 30.   | 3,77 millió |
| 52.  | 12. | A nyugati Levegő Temploma (The Western Air Temple)                                        | Elizabeth Welch Ehasz és Tim Hedric      | Ethan Spaulding    | 2008. július 14.     | 3,55 millió |
| 53.  | 13. | A Tűzidomár mester (The Firebending Masters)                                              | John O'Bryan                             | Giancarlo Volpe    | 2008. július 15.     | 3,55 millió |
| 54.  | 14. | A forrongó szikla 1. rész (The Boiling Rock, Part 1)                                      | May Chan                                 | Joaquim Dos Santos | 2008. július 16.     | 3,97 millió |
| 55.  | 15. | A forrongó szikla 2. rész (The Boiling Rock, Part 2)                                      | Joshua Hamilton                          | Ethan Spaulding    | 2008. július 16.     | 3,97 millió |
| 56.  | 16. | A déli kalózok (The Southern Raiders)                                                     | Elizabeth Welch Ehasz                    | Joaquim Dos Santos | 2008. július 17.     | 4,23 millió |
| 57.  | 17. | A parázs-szigeti játszók (The Ember Island Players)                                       | Tim Hedrick, Josh Hamilton, John O'Bryan | Giancarlo Volpe    | 2008. július 18.     | 4,53 millió |
| 58.  | 18. | Sozin üstököse 1. rész: A Főnix király (Sozin's Comet, Part 1: The Phoenix King)          | Michael Dante DiMartino                  | Ethan Spaulding    | 2008. július 19.     | 5,59 millió |
| 59.  | 19. | Sozin üstököse 2. rész: Az idős mesterek (Sozin's Comet, Part 2: The Old Masters)         | Aaron Ehasz                              | Giancarlo Volpe    | 2008. július 19.     | 5,59 millió |
| 60.  | 20. | Sozin üstököse 3. rész: A pokol felé (Sozin's Comet, Part 3: Into the Inferno)            | Michael Dante DiMartino, Bryan Konietzko | Joaquim dos Santos | 2008. július 19.     | 5,59 millió |
| 61.  | 21. | Sozin üstököse 4. rész: Aang Avatár (Sozin's Comet, Part 4: Avatar Aang)                  | Michael Dante DiMartino, Bryan Konietzko | Joaquim dos Santos | 2008. július 19.     | 5,59 millió |

## Fordítás
Ez a szócikk részben vagy egészben  a   List of Avatar: The Last Airbender episodes című angol Wikipédia-szócikk ezen változatának fordításán alapul.  Az eredeti cikk szerkesztőit annak laptörténete sorolja fel. Ez a jelzés csupán a megfogalmazás eredetét és a szerzői jogokat jelzi, nem szolgál a cikkben szereplő információk forrásmegjelöléseként.